# Les Houches
Les Houches é uma comuna do departamento da Alta Saboia na região do Auvérnia-Ródano-Alpes, no sueste da França, conhecida por ser uma importante estância alpina, centro de esqui e base de montanhismo no Maciço do Monte Branco.

## Cidades geminadas
- Krasnaia Poliana, Sochi, Rússia

## Pessoas famosas
- Professor Jean Delumeau, historiador, frequenta Les Houches e pratica montanhismo.
- Catherine Destivelle, montanhista.
- Pierre-Gilles de Gennes, Prémio Nobel da Física, estudou e foi professor da École de Physique des Houches.
- Christophe Profit, montanhista.
- Marie Paradis (1778-1939), primeira mulher a subir ao Mont Blanc (Julho de 1808).

## Galeria

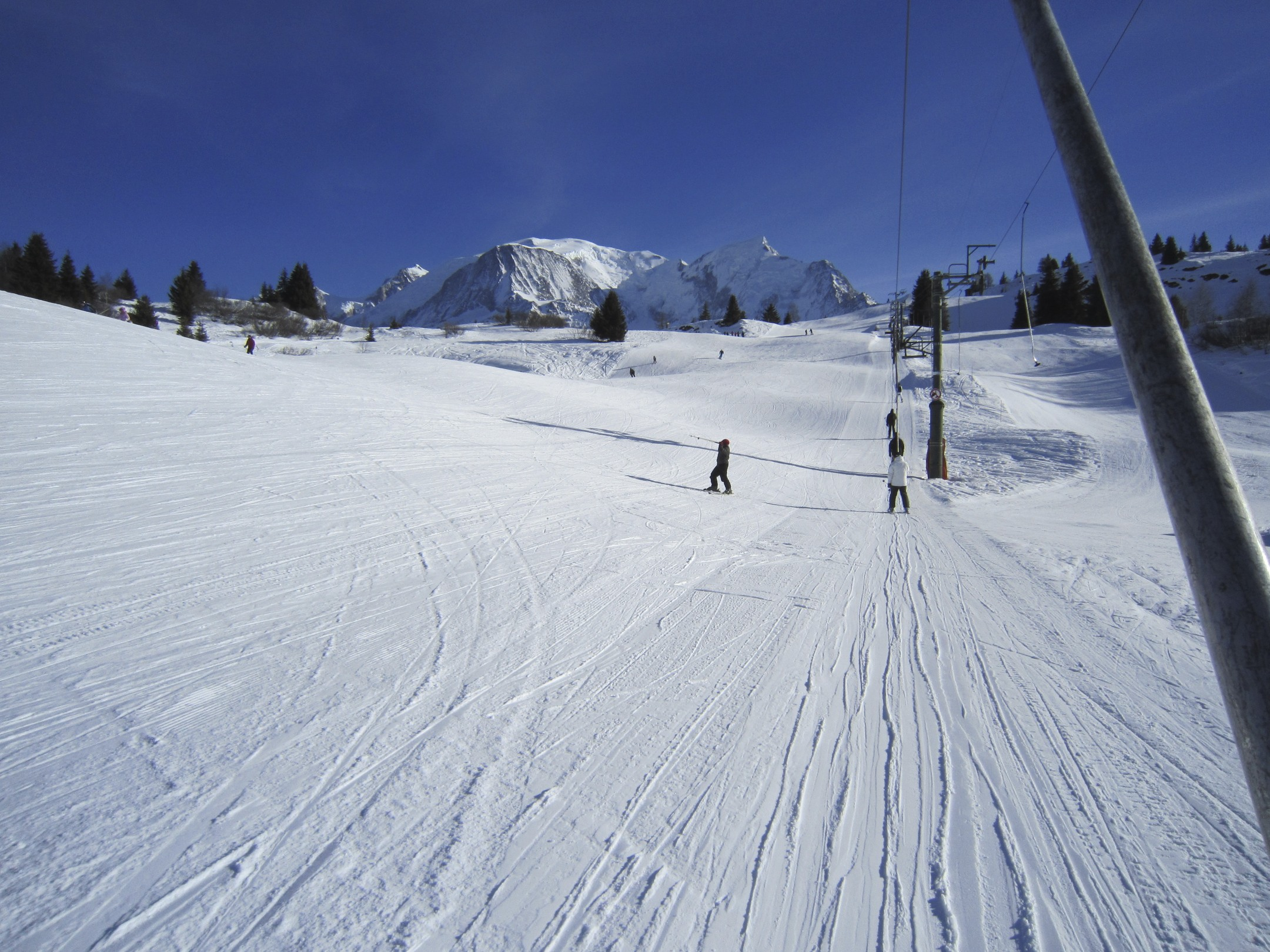
Draglift at Les Houches
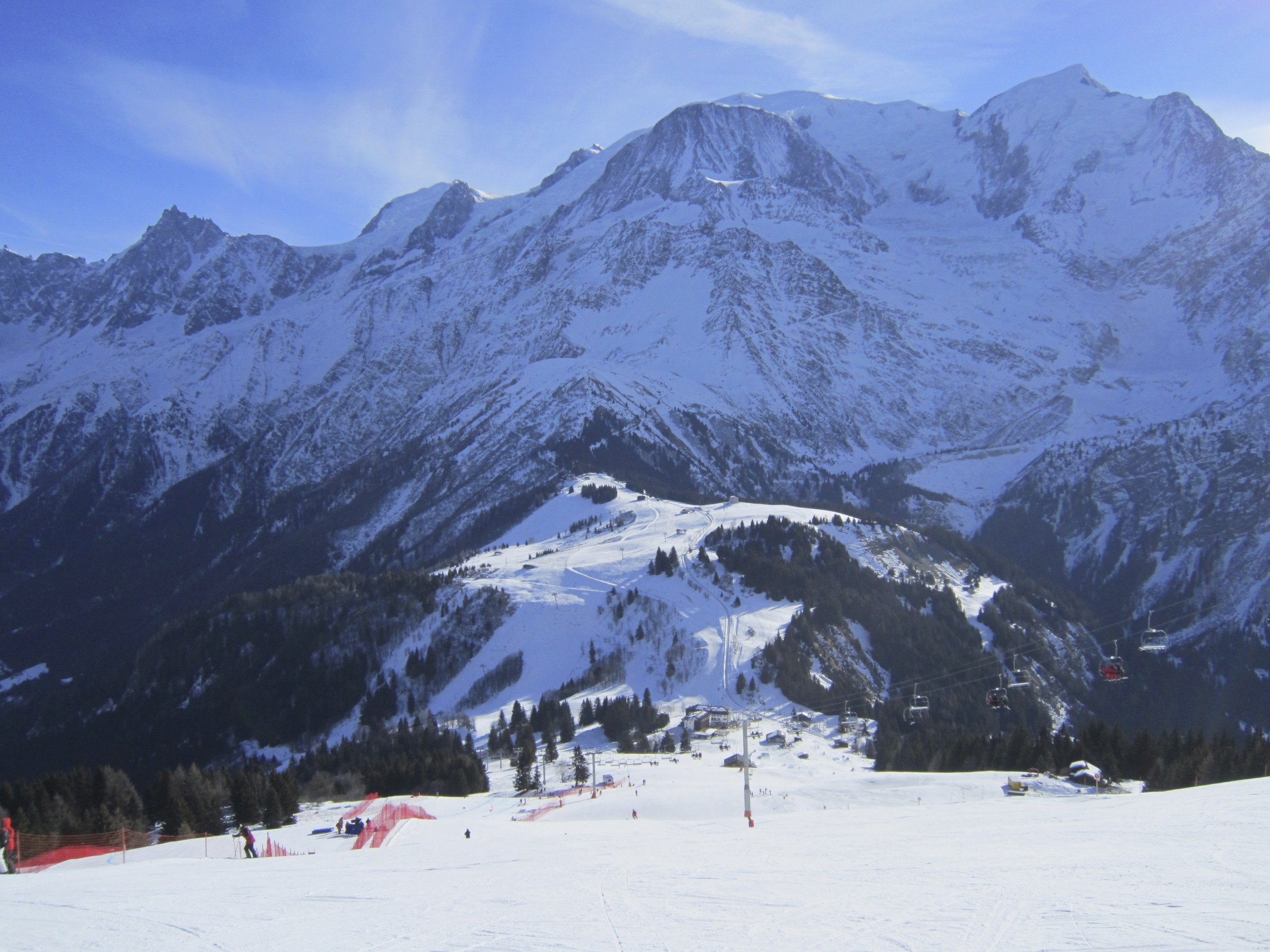
Top of the Bellevue cablecar from the Kandahar